# Maciej Bałtowski
Maciej Stanisław Bałtowski (ur. 5 maja 1953) – polski ekonomista, profesor nauk ekonomicznych.

## Życiorys
W 1977 ukończył studia na Politechnice Warszawskiej. W 1980 na Wydziale Informatyki i Zarządzania Politechniki Wrocławskiej uzyskał stopień doktora nauk o zarządzaniu. Stopień doktora habilitowanego nauk ekonomicznych uzyskał w 1993 na Wydziale Ekonomiczno-Socjologicznym Uniwersytetu Łódzkiego za pracę pt. "Stadialno-czasowe makroekonomiczne struktury produkcji. Studium historyczno-porównawcze". Tytuł profesora nauk ekonomicznych uzyskał w 2002.
Obecnie jest zatrudniony na Wydziale Ekonomicznym UMCS. Jest kierownikiem Katedry Polityki Gospodarczej i Regionalnej. Wcześniej był kierownikiem Katedry Teorii i Historii Ekonomii na tymże wydziale. Pracował także na KUL, Wyższej Szkole Przedsiębiorczości i Administracji w Lublinie i Politechnice Lubelskiej, na której był kierownikiem Katedry Organizacji Przedsiębiorstwa.
Od marca 2008 do czerwca 2013 r. był członkiem Rady Nadzorczej PGE Polska Grupa Energetyczna, a wcześniej m.in. przewodniczącym Rady Nadzorczej Wschodniego Banku Cukrownictwa SA w Lublinie (1998-2000) oraz Rady Nadzorczej Lubelskiej Fabryki Wag FAWAG (2001-2003). W latach 2001–2003 był ekspertem Komisji Skarbu Państwa Sejmu RP, był współautorem poselskiego projektu ustawy o nadzorze właścicielskim państwa. Od 15 maja 2014 do 23 listopada 2015 był członkiem Rady Nadzorczej PKN Orlen SA. W latach 2010–2016 członek Kolegium NIK.
Badacz polskiej prywatyzacji i transformacji gospodarczej. 

## Dorobek naukowy
Autor lub współautor m.in. 10 książek: 
1. Prywatyzacja przedsiębiorstw państwowych. Pięć lat doświadczeń w Regionie Środkowo-Wschodnim, Norbertinum, Lublin 1995, ss. 220 (współautor M. Świetlicki).
2. Prywatyzacja przedsiębiorstw państwowych. Przebieg i ocena, Wydawnictwo Naukowe PWN, Warszawa 1998, ss. 299.
3. Przedsiębiorstwa sprywatyzowane w gospodarce polskiej, Wydawnictwo Naukowe PWN, Warszawa 2002, ss. 324 (redakcja naukowa i współautorstwo).
4. Przekształcenia własnościowe przedsiębiorstw państwowych w Polsce, Wydawnictwo Naukowe PWN, Warszawa 2002, ss. 262.
5. Transformacja gospodarcza w Polsce, Wydawnictwo Naukowe PWN, Warszawa 2006, ss. 359 (współautor M. Miszewski).
6. Gospodarka socjalistyczna w Polsce. Geneza, rozwój upadek, Wydawnictwo Naukowe PWN, Warszawa 2009, ss. 464.
7. Zmiana własnościowa polskiej gospodarki 1989‒2013, Polskie Wydawnictwo Ekonomiczne, Warszawa 2014, ss. 429 (współautor P. Kozarzewski).
8. Ekonomia przyszłości. Wokół nowego pragmatyzmu Grzegorza W. Kołodko, Wydawnictwo Naukowe PWN, Warszawa 2016, ss. 364 (redakcja naukowa i współautorstwo).
9. Przedsiębiorstwa państwowe we współczesnej gospodarce, Wydawnictwo Naukowe PWN, Warszawa 2018, ss. 344 (współautor G. Kwiatkowski).
10. State-owned Enterprises in the Global Economy (Routledge Studies in the Modern World Economy), Routledge, London and New York 2022, pp. 342 (współautor G. Kwiatkowski).